# Stjepan Božić
Stjepan Božić je hrvatski boksač u supersrednjoj kategoriji.
4. lipnja 2005. je u Zagrebu osvojio naslov svjetskog prvaka u supersrednjoj kategoriji po WBF-ovoj verziji, pobjedom protiv australskog boksača Nadera Hamdana u borbi za ispražnjeno mjesto prvaka. Božića je trenirao njegov brat Vladimir. Naslov je obranio iste godine 2. prosinca u Zadru, u borbi protiv argentinskog boksača Julia Cesara Vasqueza.
Porazima protiv gruzijskog boksača Davida Gogijašvilija u Oldenburgu 4. ožujka 2006. na bodove, pri čemu mu je sudac dva puta odbrojavao (kojim nije izgubio naslov), a posebice nakon poraza klasičnim nokautom u 2. rundi od ukrajinskog boksača Vitalija Cipka 23. rujna 2006. u Wetzlaru, njegov napredak u boksačkoj karijeri je bio zaustavljen, jer mu boksački promotor Wilfried Sauerland nije ponudio novi ugovor.
2. kolovoza 2007. je u Pagu osvojio naslov interkontinentalnog prvaka u supersrednjoj kategoriji po WBA-ovoj verziji u borbi protiv danskog boksača Lolenge Mocka, u borbi za ispražnjeno mjesto. Naslov je obranio 29. ožujka 2008. u Širokom Brijegu protiv belgijskog boksača Djamela Selinija te protiv armenskog boksača Romana Aramiana 25. srpnja 2008. u Pagu.
2007. godine je bio sudionikom televizijske zabavno-glazbene Zvijezde pjevaju u 1. sezoni, kada je nastupao pjevajući u paru s Ivanom Banfić. Osvojili su 7. mjesto.
Zadnjih godina su Božićeve borbe imale i humanitarni karakter, jer se organiziralo borbe tako da su prihodi od ulaznica donirani u humanitarne svrhe (za teško oboljelu djecu, djecu s teškoćama u razvoju i sl.).
21. studenoga 2009. je boksao za naslov svjetskog prvaka protiv Dimitriju Sartisonu, nakon što je mjesto prvaka po inačici WBA ostalo upražnjeno. Sudac je prekinuo borbu zbog Božićevog zatvorenog oka.
12. veljače 2011. boksao je protiv višestrukom svjetskom prvaku Arturu Abrahamu, no unatoč izvrsnom početku, morao je u 2. rundi predati borbu zbog ozljede šake koju je zadobio udarivši protivnika u lakat.